# حياة تيموثي غرين الغريبة (فلم)
حياة تيموثي غرين الغريبة (بالإنجليزية: The Odd Life of Timothy Green) هو فيلم دراما تم إنتاجه في الولايات المتحدة وصدر في سنة 2012. من بطولة جينيفر غارنر وجويل إجيرتون وديفيد مورس.

## الميزانية والإيرادات
بلغت تكلفة إنتاج الفيلم حوالي 40 مليون دولار بينما حقق أرباحا تقدر بـ 51,854,875 دولار.

## وصلات خارجية
- مقالات تستعمل روابط فنية بلا صلة مع ويكي بيانات